# Scott Tipton

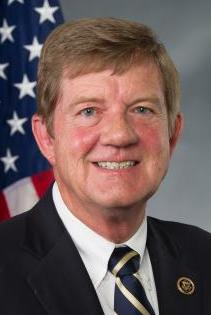
Scott Tipton (2017)

Scott Randall Tipton (* 9. November 1956 in Española, New Mexico) ist ein US-amerikanischer Politiker. Von 2011 bis 2021 vertrat er den Bundesstaat Colorado im US-Repräsentantenhaus.

## Werdegang
Scott Tipton besuchte die Cortez High School und danach bis 1978 das Fort Lewis College in Durango. Danach betrieb er zusammen mit seinem Bruder eine Töpfereifirma. Politisch schloss er sich der Republikanischen Partei an. Im August 1976 war er Delegierter zur Republican National Convention in Kansas City, auf der Präsident Gerald Ford zur Wiederwahl nominiert wurde. In den Jahren 1980 und 1984 unterstützte er die Wahlkämpfe von Ronald Reagan. Später engagierte er sich im Wahlkampf von George W. Bush. Im Jahr 2006 kandidierte er noch erfolglos für das US-Repräsentantenhaus. Zwischen 2008 und 2010 war er Abgeordneter im Repräsentantenhaus von Colorado.
Bei den Kongresswahlen des Jahres 2010 wurde Tipton im dritten Wahlbezirk von Colorado in das US-Repräsentantenhaus in Washington, D.C. gewählt, wo er am 3. Januar 2011 die Nachfolge des ihm zuvor unterlegenen Demokraten John Salazar antrat. Er war Mitglied im Landwirtschaftsausschuss, im Ausschuss für natürliche Ressourcen und im Committee on Small Business sowie in insgesamt fünf Unterausschüssen. Während seiner Amtszeit sah er sich einiger Vorwürfe gegen die Ethik ausgesetzt. Dabei ging es unter anderem um Missbrauch von Steuergeldern für den Wahlkampf oder für Zuwendungen an die Firma seines Neffen. Tipton ist verheiratet und hat zwei Töchter.
Bei den Kongresswahlen 2012 setzte er sich mit 53:41 Prozent der Stimmen gegen den Demokraten Sal Pace durch. Nach drei Wiederwahlen in den Jahren 2014, 2016 und 2018 verlor er im Vorfeld der Kongresswahlen 2020 die Primary seiner Partei gegen Lauren Boebert, die ihn nach ihrem folgenden Sieg bei der eigentlichen Wahl am 3. Januar 2021 im Kongress abgelöst hat.